# Comedias bárbaras
Comedias bárbaras es una trilogía de obras de teatro de Ramón María del Valle-Inclán, integrada por Águila de blasón (1907), Romance de lobos (1908) y Cara de Plata (1923).

## Argumento
El hilo conductor se sitúa en la historia de la saga de los Montenegro, en la Galicia del siglo XIX, encabezada por el patriarca Juan Manuel y que encuentra continuación en sus cinco hijos, entre los que sobresale el apodado Cara de Plata.

## Cronología
La cronología narrativa no coincide con la fecha en que fueron escritas, de modo que Cara de Plata, la última publicada, es la que literariamente comienza la historia, que concluye con Romance de lobos.

## Representaciones
Las tres obras únicamente se han representado dos veces de forma conjunta, en 1991 en el Teatro María Guerrero, con dirección de José Carlos Plaza y José Luis Pellicena en el papel de Juan Manuel, Toni Cantó, Mari Carmen Prendes, Pilar Bayona, Fernando Chinarro, Antonio Iranzo, Berta Riaza, Mónica Cano, Jorge Roelas. En este caso, las obras se interpretaron íntegras.
En 2003, Bigas Luna hizo una adaptación, superponiendo las piezas y recortadas en hora y media. Estuvo interpretada por Juan Luis Galiardo en el papel de Juan Manuel, Sergio Peris Mencheta, Pedro Casablanc y Carmen del Valle, entre otros.
Entre los actores que han interpretado el personaje de Juan Manuel Montenegro en los distintos montajes de cualquiera de las tres obras figuran Francisco García Ortega (1907), Antonio Casas (1966), Luis Prendes (1967), Alfredo Alcón (1970), José Bódalo (1970), Fernando Rey (1974), José Luis Pellicena (1991), Juan Luis Galiardo (2003), Chete Lera (2005) y Manuel de Blas (2005). Por su parte, el papel de Cara de Plata ha sido encarnado, entre otros, por Vicente Parra (1967), Víctor Valverde (1974), Toni Cantó (1991), Sergio Peris Mencheta (2003) y Jesús Noguero (2005)